# John Clavell
Pour les articles homonymes, voir Clavell.
John Clavell (1601-1643) était un bandit de grand chemin, un dramaturge, un poète, un avocat et un médecin. On le connaît pour son poème A Recantation of an Ill Led Life (Une abjuration d'une mauvaise vie), et pour sa pièce The Soddered Citizen (Le Citoyen réparé). Sa vie est divisée nettement en deux parties : un début en Angleterre où il grandit, devient un brigand, est condamné, et débute sa reconversion, et une seconde partie qu'il passe en Angleterre et en Irlande comme avocat et médecin.

## Enfance et famille
John Clavell est le plus jeune de six enfants. Il est baptisé à Wootton Glanville et grandit dans le Sherborne, comté de Dorset, où il passe les dix-huit premières années de sa vie. Sa famille remonte au XIVe siècle et elle est connue comme la famille du Dorsetshire.
Les parents de John sont Frances et John Clavell Senior. Ce dernier a été toute sa vie harcelé par des problèmes financiers ; il emprunte de l'argent à son beau-fils Robert Freake, qu'il ne remboursera jamais. On dit qu'il a comparu devant un tribunal religieux pour « inconduite morale » ; il aurait aussi eu une aventure amoureuse alors qu'il était marié avec Frances, qu'il aurait quittée. Il a joué un rôle important en pardonnant à son fils.
Frances, la mère de John, s'est mariée trois fois, et elle a survécu à tous ses enfants. À la différence de son mari, elle n'a pas participé à la demande de pardon pour son fils emprisonné. Elle n'apprécie pas non plus Joyce, la première femme de John, ce qui conduit celui-ci à s'adresser à sa mère dans la seconde édition de A Recantation of an Ill Led Life, où il lui demande, ainsi qu'à sa sœur Elizabeth, de considérer Joyce comme une bonne épouse.
Sir William Clavell (1568-1643) de Smedmore dans le comté de Dorset est l'oncle de John Clavell. Il obtient le titre de banneret en 1599 pour ses services accomplis en Irlande pendant les troubles. Depuis il s'occupe d'affaires commerciales et industrielles, et il est le lien entre John Clavell et l'Irlande, où ce dernier passera la seconde partie de sa vie.

## Éducation
John Clavell fait ses études à Brasenose College d'Oxford de 1619 à 1621. En 1621, il quitte ce collège sans diplôme. Pendant cette scolarité, entre novembre 1619 et avril 1621, Clavell vole un plat d'argent ou d'or. Il est condamné à de la prison, mais il est gracié en avril 1621 et libéré sans caution. On pense que son oncle joua un rôle important dans l'obtention de cette grâce, et que ce vol est la raison pour laquelle John quitte Brasenose sans diplôme.

## Âge adulte

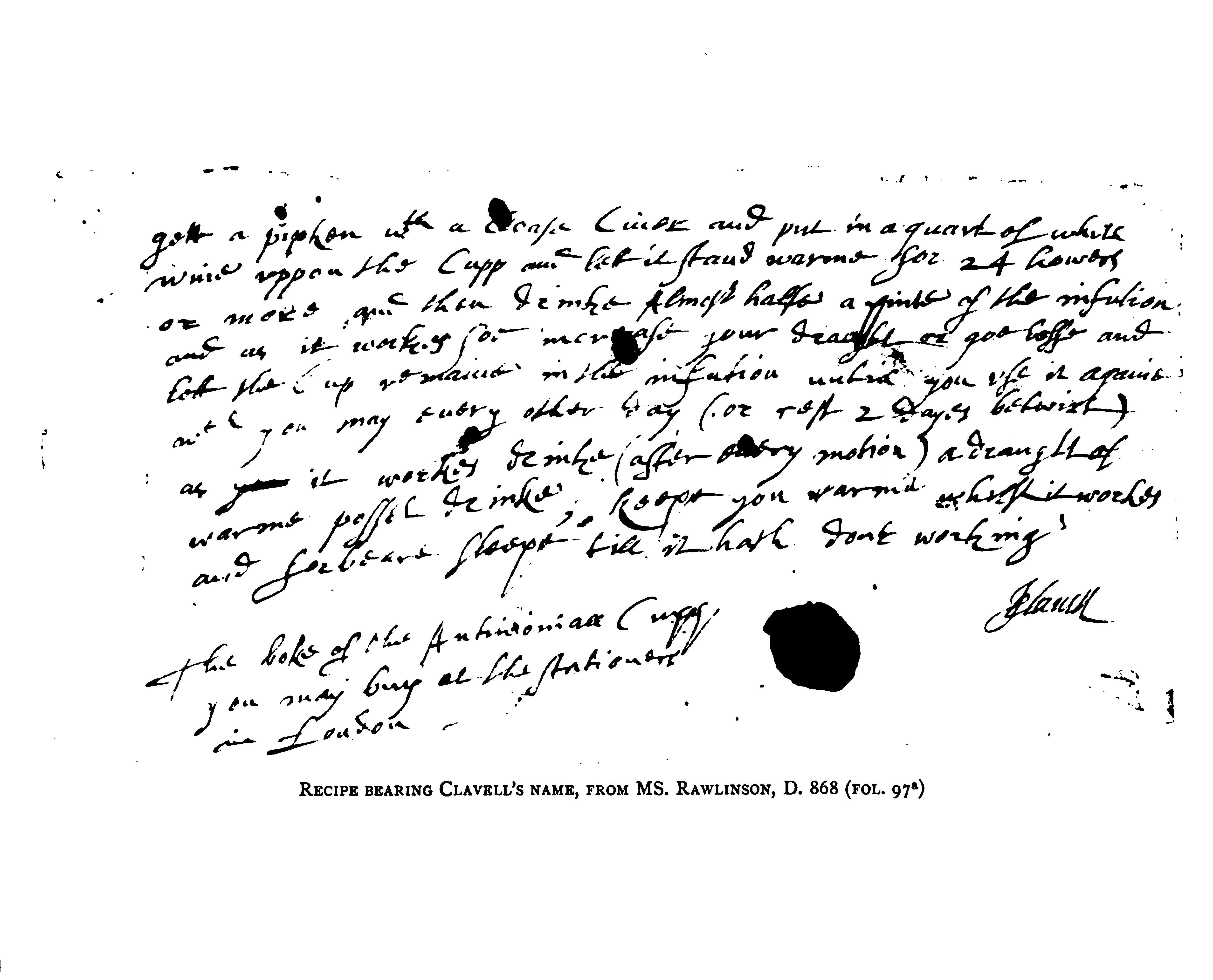
Une lettre de Clavell

Après avoir quitté l'école en 1621, Clavell passe les cinq années suivantes à Londres, connaissant le criminalité, la pauvreté et la maladie. En 1623, son père, qui vivait avec une autre femme, meurt, laissant à son fils la gestion des biens familiaux. C'est vers cette époque qu'il se fait escroquer par un orfèvre prêteur sur gage, dénommé William Banks.  Le 1er janvier 1625, il épouse Joyce, sa première femme. On pense qu'elle est issue d'une classe sociale inférieure et qu'elle a peu de biens, car, dans la seconde édition de A Recantation of an Ill Led Life, Clavell supplie sa mère et sa sœur d'accepter Joyce comme une bonne épouse. Elle meurt probablement en couches en 1634, le Notebook de Clavell contenant à cette période le détail de dépenses funéraires et de rémunération d'une sage-femme, ainsi qu'une élégie à une dame disparue. Clavell est l'héritier légal de son oncle William, mais ses espérances en ce domaine s'évanouissent, lorsque celui-ci s'engage en politique, et qu'il s'y ruine, perdant une fortune estimée à 20 000 livres.
En 1625, à la suite des machinations de l'orfèvre Banks et d'une série de vols qu'il commet lui-même sur les routes d'Angleterre, Clavell est emprisonné avec ses complices à la Prison de King's Bench comme criminel, et il perd tout droit sur les biens de son père. Il est jugé coupable et condamné à mort. Il demande sa grâce au roi Jacques Ier, qui la lui accorde avant de mourir. Cette grâce lui est renouvelée par Charles Ier au moment de son couronnement. Pourtant en 1627, soit deux ans après le procès, il est toujours en prison, comme le montre sa note au lecteur qu'il place à la fin de son A Recantation : « Depuis ma chambre triste, vide et isolée de King's Bench, octobre 1627 »,. Dans la seconde édition de A Recantation, il ajoute un poème dédié à sa première femme, Joyce, « qui lui a sauvé la vie en implorant les Lords, le roi et la reine, et a obtenu ma liberté ».
Finalement Clavell s'installe en Irlande, mais la date de son arrivée est sujette à débats, probablement entre 1631 et 1633. Il la quitte un moment pour se rendre en Angleterre, puis il retourne en Irlande en décembre 1634. Apparemment grâce à l'influence du Lord Chancelier d'Irlande, Adam Loftus, Clavell retrouve sur le sol irlandais une bonne réputation, et le 14 avril 1635, il épouse une héritière de Dublin, Isabel Markham, qui n'a pas dix ans. Sept mois plus tard, il est inscrit au barreau, lui permettant de représenter son oncle dans un procès concernant une propriété à Cork. Il pratique également la médecine, apparemment sans licence. On ne sait comment il vient à la médecine, mais son Notebook contient de nombreuses recettes médicales et des témoignages de ceux qu'il a soignés. Ces soins sont enregistrés dans un manuscrit, Bodleian MS. Rawl, D. 399, qui date de 1636, ce qui assure que Clavell se trouve en Irlande à cette époque.
En 1638, une action en justice concernant de l'argent qu'il doit à son beau-frère, Robert Freake, révèle que Clavell est de nouveau en Angleterre.
La date exacte de sa mort est inconnue, deux documents donnant des dates différentes : 1642 et 1643.

## Œuvres

### A Recantation of an Ill Led Life
A Recantation of an Ill Led Life (« Abjuration d'une mauvaise vie ») est à la fois une autobiographie en vers et un poème, où il retrace la vie d'un bandit de grand chemin. Avec de longs vers, indulgents envers lui-même, Clavell se repent de toutes ses mauvaises actions passées, dévoile les stratégies des voleurs et donne des conseils aux voyageurs,. Il écrit aussi à tous ceux qui lui ont permis d'obtenir sa grâce et d'échapper à la peine capitale.
La première édition est inscrite dans le Registre des libraires le 22 septembre 1627, et elle est publiée la première fois en 1628. La seconde édition est publiée également en 1628, mais elle diffère légèrement par l'ajout de l'adresse à sa mère et à sa sœur mentionnée ci-dessus, leur demandant d'accepter sa première femme, Joyce. La troisième édition est écrite en 1634, dans laquelle cette même adresse a disparu, mais où figure son portrait. Ces trois volumes sont publiés du vivant de Clavell par Richard Meighen, qui a aussi publié The Soddered Citizen.
Dans son poème, Clavell fournit des détails sur les activités des « chevaliers de la route ». Dans un passage, il les interpelle, leur demandant tout d'abord de retirer tous leurs déguisements :
| Now you licencious Rebels, that doe make Profession of this wicked course, and take A pride therein, and would be term'd by me Knights of the Roades, or else at leastwise be Stil'd High-way Lawyers, No, I doe defie, You, and your actions, I will tell you why ; But first plucke off your visards, hoods, disguise, Masks, Muzels, Mufflers, Patches from your eyes, Those Beards, those Heads of haire, and that great Wen Which is not natural, that I may ken Your faces as they are, and rightly know If you will blush at what I speake, or no. | Et vous à présent, rebelles dissolus, qui faites De cette activité scélérate une profession, et en êtes Fiers. Moi, je vous appellerais Les chevaliers de la route, ou au moins Les avocats des grands chemins. Et bien je vous défie, Vous et vos actions, et je vais vous dire pourquoi ; Mais d'abord retirez vos masques, capuches et déguisements, Foulards, écharpes et bandeaux sur les yeux, Ces barbes, ces tignasses et cette grosse verrue, Qui ne sont pas naturelles, que je puisse voir Vos visages tels qu'ils sont, afin de savoir si vraiment Vous allez rougir ou pas de ce que je vais dire. |

### The Soddered Citizen
The Soddered Citizen est une comédie qu'on pense avoir été écrite entre 1629 et 1634. Elle a été jouée par la troupe du roi au Blackfriars Theatre en 1630. Cette pièce est restée perdue pendant trois siècles et connue uniquement par son titre. Un manuscrit ayant été retrouvé en 1932, il fut édité par W. W. Greg et J. H. P. Pafford, et publié par la Malone Society en 1936.
Jusqu'à la découverte du manuscrit en 1932, cette pièce était généralement attribuée à Shackerley Marmion. Comme le manuscrit porte la signature de Clavell et que certains événements de sa vie correspondent au texte du prologue, il en est depuis généralement considéré comme l'auteur. On estime qu'il se trouvait en Irlande à l'époque où le manuscrit fut réalisé. D'autres sources pensent que John Clavell ne peut l'avoir écrit, car elles situent la date d'écriture avant 1630 (correspondant à la mort de l'acteur Richard Sharp), donc avant l'établissement de Clavell en Irlande . Enfin des universitaires, comme June Schlueter, n'excluent pas que Clavell et Marmion aient pu collaborer à l'écriture de cette pièce
John Clavell et le Falstaff de Shakespeare
Certaines sources se demandent si Clavell n'a pas été influencé par le personnage de Sir John Falstaff, apparaissant dans Henri IV de Shakespeare. En effet, au début de cette pièce, Falstaff, grand seigneur ruiné, effectue un vol à Gad's Hill. Or, dans A Recantation, Clavell affirme qu'il pratique son premier vol en ce lieu, alors qu'aucun document ne montre que Clavell a effectivement fréquenté l'endroit.